# Joseph Raseta
Joseph Delphine Raseta (* 9. Dezember 1886 in Marovoay; † 5. Oktober 1979 in Antananarivo, Madagaskar) war ein madegassischer Intellektueller und Politiker.

## Leben
Raseta entstammte der historischen Kaste der Hova in der Volksgruppe der Merina. Er war der Sohn eines Palast-Offiziers und Kommandanten der Armee von Mahajanga während der Ersten Madagaskar-Expedition (Première guerre franco-malgache, 1883–1885). Sein Vater war ein Deka (Adjutant) des Premierministers Rainilaiarivony und Gouverneur in der Provinz Iboina.
Nach der Ausbildung in Tananarive bei den frères des écoles chrétiennes und im Collège des Quakers der Friends Foreign Mission Abroad, besuchte er die École de médecine in Tananarive, die er 1908 mit Diplom abschloss. Danach war er Médecin fonctionnaire de l’Assistance médicale indigène (1909–1922). Er schloss sich im Oktober 1915, während eines Urlaubs in Tananarive, der illegalen nationalen Studentenverbindung Vy Vato Sakelika (Eisen, Stein, Verzweigung) an. Anfang des Jahres 1916 wurden die Führer der VVS auf eine Anklage wegen Verschwörung gegen den Staat verurteilt, doch Raseta wurde nicht verfolgt. Dieser Umstand ereignete sich noch einmal nach 1947, was jedoch auf ein Gerücht zurückzugehen scheint, dass von der Polizei im Madagaskar-Aufstand verbreitet worden ist.
1922 ließ er sich als Arzt in Toliara und wurde 1926 Korrespondent der antikolonialistischen Zeitschrift L’Opinion de Diego Suarez. Daraufhin wurde er nacheinander wegen Waldfrevel (1927) und 1929 und 1930 wegen Sammelns von Spenden für Jean Ralaimongo verurteilt; 1933 erhielt er eine Strafe von 500 francs und drei Jahre Verbannung wegen Nichtachtung des Generalgouverneurs verurteilt. Er hatte sich aufgrund des « Décret Scélérat » (von 1926) strafbar gemacht, als er ein Dorf verteidigte, dessen Land an Siedler verteilt worden war. Im Berufungsverfahren wurde er freigesprochen. Er wurde als Arzt suspendiert und 1935 wegen Totschlags angeklagt, nachdem einer seiner indischen Patienten an einem diabetischen Gangrän verstorben war. Wieder wurde er im Berufungsverfahren freigesprochen.
Er schloss sich dem Secours rouge international an, der Repräsentanz der Parti communiste français in Outre-mer an und 1934 der Ligue anti-impérialiste en France, er arbeitete für L’Aurore Malgache, dann für Opinion und wurde einer der Hauptaktionäre, mit 10 % des Kapitals, an der neuen Zeitschrift La Nation malgache (1935). Währenddessen war er Korrespondent der L'Humanité und der Prolétariat malgache, die Ende 1936 gegründet wurde. Die letztere Zeitschrift ist das Organ der kommunistischen Partei der Région Madagascar (PCRM), der er auch seit der Gründung im August 1936 angehörte bis zu ihrer Auflösung 1939. Gleichwohl war er nie Kommunist, sondern Nationalist. Von den Vichy-Kadern wurde er zu zwei Jahren Straflager im Camp de Moramanga verurteilt und erst 1943 wieder befreit, worauf er seine militante Lebensweise wieder aufnahm.
Dann wurde er bei den Élections législatives françaises 1945 zur Assemblée constituante mit 5476 Stimmen von 26047 Wählern und 11977 Wählenden und dann in den Élections législatives françaises am 2. Juni 1946 mit 13529 von 32317 Wählern und 23302 Wählenden bestimmt. Er kam im Dezember 1945 nach Frankreich und gründete in Paris im Februar 1946 das Mouvement démocratique de la rénovation malgache, dessen President er wurde. in der ersten Constituante hielt er sich zurück und intervenierte nur an drei Stellen, die die Zusammensetzung, Funktion und Kompetenzen der Assemblées locales d’outre-mer betrafen. Am 21. März 1946 reichte er einen Gesetzentwurf ein, der für Madagaskar den Status „État libre dans l’Union française“ vorsah, die Gesetzesvorlage wurde jedoch in eine Kommission gegeben, in der sie begraben wurde. Trotzdem wurde ihm bei seiner Rückkehr ein triumphaler Empfang bereitet. Während der zweiten Constituante erneuerte er seine Forderung nach einer Verfassung, unter anderem mit der Forderung nach einem Referendum für Madagaskar am 9. August 1946. Mehrmals intervenierte er, zum Beispiel bei Abstimmung zur Union française am 19. September 1946.
Am 10. November 1946 wurde er  wiedergewählt und kehrte am 9. März 1947 nach Frankreich zurück. Er wurde in die Kommission für Familie, Bevölkerung und öffentliche Gesundheit der Assemblée nationale (Quatrième République) berufen. Er startete eine Anfrage an die Regierung am 6. Mai wegen der Madagaskar-Politik, nachdem der madegassische Aufstand am 29. März niedergeschlagen worden war und musste daraufhin am 20. Mai vor einer Enquête-Kommission unter Maurice Viollette erscheinen. Er wies jede Verantwortung für die Revolte zurück. Nach einer langen Debatte wurde am 6. Juni seine Immunite aufgehoben. Er wurde verhaftet und nach Antananarivo überführt und dort im Procès des parlementaires (Juli–September 1948) der Justiz vorgeführt. Am 4. Oktober 1948 wurde er zum Tode verurteilt. Nachdem sein Gnadengesuch zurückgewiesen worden war, begnadigte ihn am 7. Juli 1949 der President Vincent Auriol zu einer lebenslangen Haft. Er wurde auf die Komoren verbracht, dann nach Calvi und am 6. August 1955 aus gesundheitlichen Gründen entlassen und nach Grasse und dann nach Cannes geschickt.
Er blieb immer einflussreich im nationalistischen Milieu und unterstützte Stanislas Rakotonirina 1956, der zusammen mit Jacques Rabemananjara einen Aufruf zur Einheit der Nationalisten bei den Wahlen 1955 gestartet hatte, sowie 1958 die kommunistische Antoko'ny Kongresi'ny Fahaleovantenan'i Madagasikara (Parti du Congrès de l’indépendence de Madagascar, AKFM), die in Opposition zu Philibert Tsiranana und der Communauté selon la Constitution de 1958 stand. 1959 startete er einen Versuch, mit Hilfe der Kommunisten nach Madagaskar zurückzukehren, wurde jedoch in Dschibuti abgefangen und nach Frankreich zurückgebracht.
Am 19. Juli 1960 konnte er endlich zurückkehren und trat bereits im August der AKFM bei, für die er bei der Wahl in Antananarivo gegen Joseph Ravoahangy antrat. Im Mai 1961 zog er als Alterspräsident in die Nationalversammlung ein und machte sofort durch eine brennende Rede gegen die Regierung auf sich aufmerksam. Als er in der AKFM keine Mehrheit bekommen konnte, weil die gemäßigten Mitglieder der Partei für einen Kompromiss mit Tsiranana stimmten, verließ er die Partei und gründete 1963 den FIPIMA (Union nationale malgache). 1965 trat er als Präsidentschaftskandidat gegen Tsiranana an, erhielt jedoch nur 2 % der Stimmen. In Antananarivo stimmten sogar die Wähler der AKFM für Tsiranana. In der Zweiten Republik wurde er rehabilitiert und geehrt.
Er starb in Antananarivo am 5. Oktober 1979.

## Ehrungen
Er erhielt die Ehrung als «Héros de la révolution» und wurde von Didier Ratsiraka zum «Grand Officier» des «Ordre des combattants de la révolution malgache» ernannt.
1980 hat die Post von Madagaskar eine Briefmarke mit seinem Konterfei herausgegeben.